# Ла-Расселл (Міссурі)
Ла-Расселл (англ. La Russell) — місто (англ. city) в США, в окрузі Джеспер штату Міссурі. Населення — 134 особи (2020).

## Географія
Ла-Расселл розташована за координатами 37°8′25″ пн. ш. 94°3′39″ зх. д. / 37.14028° пн. ш. 94.06083° зх. д. (37.140236, -94.060943).  За даними Бюро перепису населення США в 2010 році місто мало площу 0,87 км², уся площа — суходіл.

## Демографія
Згідно з переписом 2010 року, у місті мешкало 114 осіб у 42 домогосподарствах у складі 33 родин. Густота населення становила 131 особа/км².  Було 55 помешкань (63/км²).
Расовий склад населення:
| - 95,6 % — білих - 2,6 % — корінних американців |

До двох чи більше рас належало 1,8 %. Частка іспаномовних становила 0,0 % від усіх жителів.
За віковим діапазоном населення розподілялося таким чином: 27,2 % — особи молодші 18 років, 54,4 % — особи у віці 18—64 років, 18,4 % — особи у віці 65 років та старші. Медіана віку мешканця становила 43,0 року. На 100 осіб жіночої статі у місті припадало 115,1 чоловіків;  на 100 жінок у віці від 18 років та старших — 130,6 чоловіків також старших 18 років.
За межею бідності перебувало 18,1 % осіб, у тому числі 19,5 % дітей у віці до 18 років та 55,6 % осіб у віці 65 років та старших.
Цивільне працевлаштоване населення становило 85 осіб. Основні галузі зайнятості: виробництво — 42,4 %, роздрібна торгівля — 15,3 %, мистецтво, розваги та відпочинок — 12,9 %.